# Milava
Milava je naselje v Občini Cerknica.